# Lasioglossum halophitum
Lasioglossum halophitum is een vliesvleugelig insect uit de familie Halictidae. De wetenschappelijke naam van de soort is voor het eerst geldig gepubliceerd in 1927 door Graenicher.